# Socialistična zveza srednje in vzhodne Evrope
Socialistična zveza Srednje in Vzhodne Evrope (angleško Socialist Union of Central-Eastern Europe, skrajšano SUCEE) je bila koalicija emigrantskih socialdemokratskih strank iz Vzhodne Evrope v letih hladne vojne. SUCEE je imel svoj sedež v Londonu. Hamburška konferenca SUCEE leta 1959 je kot cilje organizacije razglasila boj za nacionalno neodvisnost, večstrankarsko demokracijo, pravico do organiziranja sindikatov in proti kakršni koli "rusifikaciji". Organizacija je izdajala bilten Delavski klic izza železne zavese.

## Ustanovitev
SUCEE je bil ustanovljen na pobudo Mednarodne socialistične komisije, ki je pozvala poljske, češkoslovaške, madžarske, jugoslovanske in bolgarske socialistične stranke, naj oblikujejo skupni center za koordinacijo njihovega dela v izgnanstvu. Teh pet strank se je srečalo v Londonu 4. in 5. julija 1949 in ustanovilo SUCEE kot skupno organizacijo. Konferenca SUCEE, ki je potekala v Parizu pozneje istega leta, je odločila, da povabi socialistične stranke v izgnanstvu iz Estonije, Latvije, Litve in Ukrajine, da se pridružijo kot članice.
Ustanovni kongres Socialistične internacionale leta 1951 v Frankfurtu je opredelil odnos med internacionalo in SUCEE. SUCEE je postala pridružena organizacija Socialistične internacionale in SUCEE je smela poslati štiri posvetovalne delegate na zasedanja Generalnega sveta Socialistične internacionale. Vendar je bilo strankam članicam SUCEE omogočeno tudi individualno članstvo v Internacionali.
Konferenca SUCEE v Frankfurtu leta 1951 je sklenila povabiti romunske socialiste, da postanejo člani organizacije. Amsterdamska konferenca SUCEE leta 1954 je ob upoštevanju diskurza o miroljubnem sobivanju izjavila, da iskanje miru ne bi pomenilo prekinitve "politične in ideološke ofenzive" proti komunizmu in "sovjetski nadvladi". Prav tako kakršno koli spoštovanje miroljubnega sožitja ne bi pomenilo sprejemanja delitve Evrope v imenu vzhodnoevropskih socialistov v izgnanstvu.

## Organizacija
SUCEE je imel dva organa, konferenco in izvršni odbor. Konferenca naj bi bila enkrat letno. Konference SUCEE so potekale v Londonu (1949), Parizu (1949), Kopenhagnu (1950), Londonu (1951), Frankfurtu (1951), Milanu (1952), Stockholmu (1953), Amsterdamu (1954), Londonu (1955), Kopenhagnu (1956), Dunaju (1957), Strassbourgu (1958) in Hamburgu (1959).
Od poznih petdesetih in zgodnjih šestdesetih let prejšnjega stoletja so izvršni odbor SUCEE sestavljali Zygmunt Zaremba (predsednik), Brūno Kalniņš (podpredsednik), Živko Topalović (podpredsednik), Vilém Bernard (tajnik) in Imre Szelig (blagajnik). Leta 1961 je Brūno Kalniņš postal predsednik SUCEE in je to funkcijo opravljal do leta 1986.
SUCEE je vzdrževal stike s posebnim odborom nezastopanih ljudstev Evropske posvetovalne skupščine in sodeloval v skupščini ujetih evropskih narodov.

## Člani
Naslednje stranke so bile članice SUCEE:
- Bolgarska socialistična stranka v izgnanstvu
- Češkoslovaška socialdemokratska stranka v izgnanstvu
- Estonska socialistična stranka v izgnanstvu
- Socialdemokratska stranka Madžarske v izgnanstvu
- Socialdemokratska stranka Latvije v izgnanstvu
- Poljska socialistična stranka v izgnanstvu
- Romunska socialistična stranka v izgnanstvu
- Ukrajinska socialistična stranka v izgnanstvu
- Jugoslovanska socialistična stranka v izgnanstvu